# تشارلي إغان
تشارلي إغان (بالإنجليزية: Charlie Egan)‏ هو معلق رياضي ولاعب كرة قدم أسترالي في مركز الهجوم، ولد في 14 أغسطس 1959 في كيلسيث ‏ في المملكة المتحدة. شارك مع منتخب أستراليا لكرة القدم. أما مع النوادي، فقد لعب مع بيرويك راينجرز ونادي ألبيون روفرز ونادي جنوب ملبورن.

## وصلات خارجية
- تشارلي إغان على موقع ناشيونال فوتبول تيمز (الإنجليزية)